# Stenocercus sinesaccus
Stenocercus sinesaccus är en ödleart som beskrevs av  Torres-carvajal 2005. Stenocercus sinesaccus ingår i släktet Stenocercus och familjen Tropiduridae. Inga underarter finns listade i Catalogue of Life.